# Борчка
Борчка (тур. Borçka, груз. ბორჩხა или ფორჩხა) — город и район провинции Артвин в Черноморском регионе Турции. Он расположен на границе с Грузией. Он является административным центром района Борчка. Население составляет 11 409 человек (2021 год).
В Борчку ведет извилистая дорога от побережья Черного моря вдоль реки Чорохи (долина Нигали). Неподалеку от города есть средневековый каменный арочный мост через реку.

## История
Вероятно, этот город был известен требизондским источникам как «Бурзо» и находился во владении Трапезундской империи до 1364 года. В городе есть интересные мосты, включая один из XIX века. Треть населения — турки, треть — грузины, треть — лазы.